# Karbamidperoxid

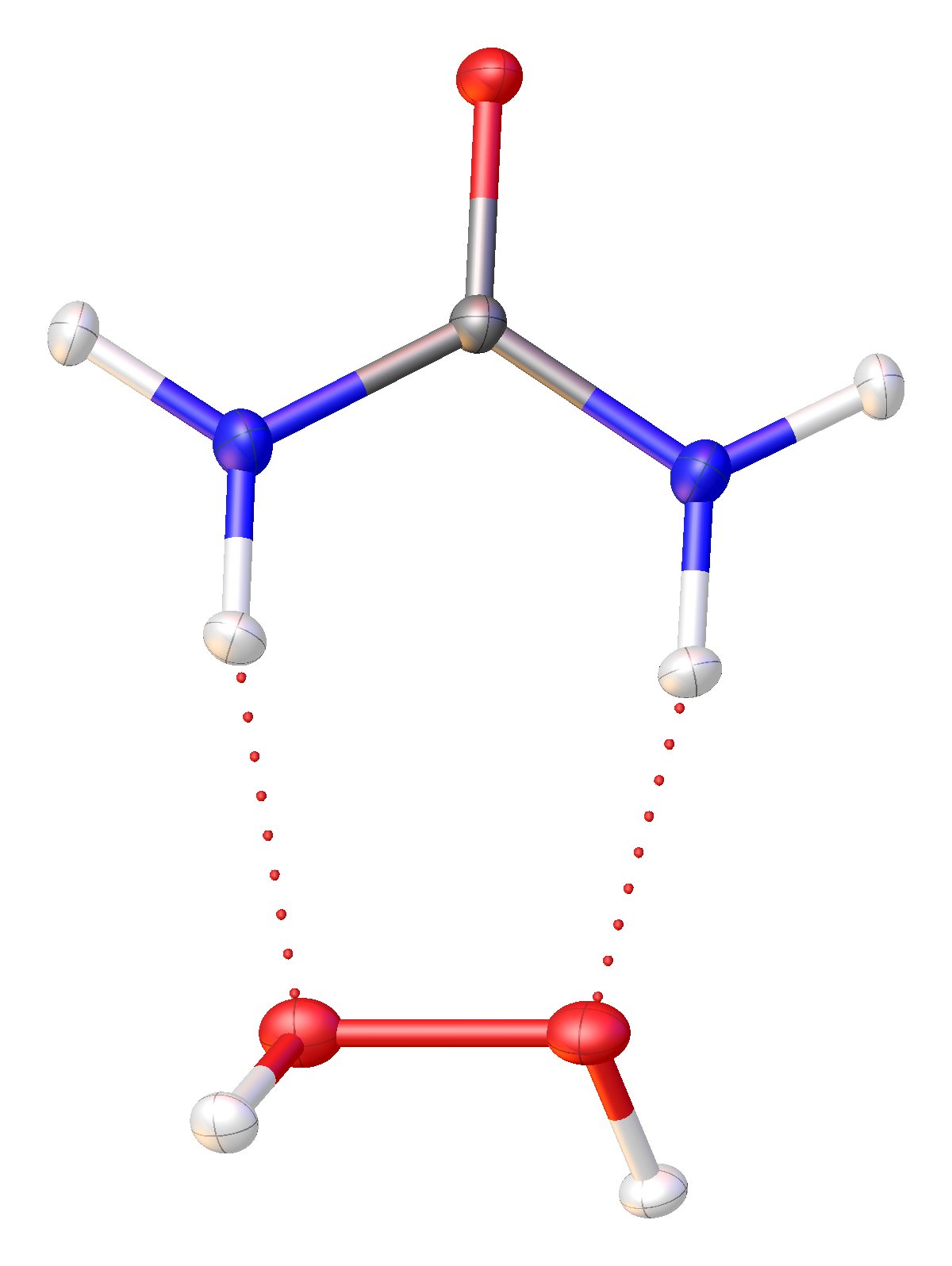
Karbamidperoxid

Karbamidperoxid (též karbamid peroxid, perkarbamid, peroxyhydrát močoviny nebo peroxid močoviny; systematický název je adiční sloučenina karbonyldiamidu a peroxidu vodíku) je oxidační činidlo, chemicky peroxyhydrát (perhydrát) močoviny. Molekulový vzorec je CH6N2O3 nebo CH4N2O·H2O2 nebo (NH2)2CO·H2O2. Jedná se o bílou krystalickou látku, která při styku s vodou uvolňuje kyslík.
Látka dráždí kůži, oči a dýchací orgány. Je žíravá a způsobuje poleptání. V 10% koncentraci (odpovídá 3% peroxidu vodíku) neškodí, ale při koncentraci 35 % (12% H2O2) způsobuje bíle vypadající poleptání kůže a sliznic.
Čistý karbamidperoxid má podobu bílých krystalů nebo krystalického prášku (k prodeji se lisuje do tablet prodávaných jako "tuhý peroxid vodíku"), je částečně rozpustný ve vodě (0,05 g/ml) a obsahuje cca 35 % peroxidu vodíku.
Karbamidperoxid se používá k bělení zubů v různých koncentracích od 3 % až do 35 %, přičemž slabší hodnoty jsou vyhrazené domácímu bělení zubů, hodnoty nad 15 % se používají v klinickém, ordinačním bělení zubů. Látka prostupuje zubní sklovinou až do zuboviny, kde odbarvuje pigmenty a vytváří tím efekt bílých zubů.
Další výhodou látky karbamid peroxid, resp. hydrogen peroxid je zároveň desinfekce dutiny ústní a tím pádem preventivní i potenciálně léčivý účinek u zánětů v dutině ústní (např. afty apod.), event. preventivně proti zánětu dásní (paradontóze).
1% karmbamidperoxid odpovídá 0,36% H2O2